# Sergi Enrique
Sergi Enrique Montserrat, (Matadepera, Barcelona, España, 22 de septiembre de 1987) es un jugador español de hockey sobre hierba que juega de defensa y que actualmente milita en el Junior F. C. de División de Honor.

## Participaciones en Juegos Olímpicos
- Pekín 2008, plata olímpica.
- Londres 2012, puesto 6.
- Río de Janeiro 2016, puesto 5.